# Echinodictyum mesenterinum
Echinodictyum mesenterinum är en svampdjursart som först beskrevs av Jean-Baptiste Lamarck 1814.  Echinodictyum mesenterinum ingår i släktet Echinodictyum och familjen Raspailiidae. Inga underarter finns listade i Catalogue of Life.